# The Darkside Vol. II
Albums de Fat Joe
The Darkside Vol. 1
(2010) Darkside III
(2013)
The Darkside Vol. II est une mixtape de Fat Joe, sortie le 31 octobre 2011. 

## Liste des titres
| No  | Titre                                              | Contient un (des) sample(s) de | Durée |
| --- | -------------------------------------------------- | ------------------------------ | ----- |
| 1.  | Welcome to the Darkside (featuring French Montana) |                                | 4:53  |
| 2.  | Dopeman (featuring Jadakiss et Dre)                | Yesterday des Bar-Kays         | 4:33  |
| 3.  | So Fly (featuring Arland)                          |                                | 3:24  |
| 4.  | Big Business                                       |                                | 2:28  |
| 5.  | Angels Say                                         | Mary et Jeff de Cortex         | 3:27  |
| 6.  | Pushing Keys (featuring Raekwon)                   |                                | 4:22  |
| 7.  | Drop a Body                                        | I'm Not to Blame de Bobby Byrd | 3:21  |
| 8.  | My Lord                                            |                                | 1:46  |
| 9.  | Fuck Them Other Niggas                             |                                | 2:59  |
| 10. | Around the World (featuring Arland)                |                                | 3:44  |